# Borden Chase
Borden Chase, pseudonyme de Frank Fowler, né le 11 janvier 1900 à New York et mort le 8 mars 1971 à Los Angeles, est un romancier et scénariste américain.
Bien qu'il ait écrit des films de tous genres, il est surtout célèbre pour ses westerns. Ses plus célèbres sont trois des collaborations entre Anthony Mann et James Stewart : Winchester '73 (1950), Les Affameurs (1952) et Je suis un aventurier (1954). Deux de ses œuvres littéraires ont donné lieu à autant de succès cinématographiques : le roman Blazing Guns on the Chisholm Trail (1948) pour La Rivière rouge (1948) de Howard Hawks, qui lui vaut d'être nommé pour un Oscar, et la nouvelle Vera Cruz (1953) pour le film Vera Cruz (1954) de Robert Aldrich.

## Biographie
Avant de devenir romancier, puis scénariste à Hollywood, Borden Chase a fait tous les métiers. Boxeur, conducteur de taxi, et même chauffeur d'un chef de gang, jusqu'à ouvrier dans la construction d'un tunnel. Ce dernier travail lui inspire un de ses romans Under Pressure, que Raoul Walsh adaptera au cinéma dès 1935.
Pour Jean-Pierre Coursodon et Bertrand Tavernier, il fut « l'un des princes du western. [...] Grand connaisseur de l'histoire de l'Ouest, il s'attaqua la plupart du temps à des sujets dont le contenu social et historique échappa aux critiques européens: la création de la première piste qui permit de faire voyager le bétail, l'apparition de la première carabine à répétition, la fin des grands espaces, les premiers barbelés, les mercenaires américains au Mexique, les Russes en Alaska, tous ses points de départ sont pittoresques mais aussi d'une importance historique capitale ».
Il faut ajouter que l'écriture de Borden Chase était très subtile, notamment dans Vera Cruz où le spectateur n'a pas toujours les éléments pour percevoir le jeu auquel se livrent les personnages, et surtout dans Coup de fouet en retour où le scénariste introduit des éléments freudiens dans le western. Il donnera également des sujets à Raoul Walsh qui permettront au cinéaste de réaliser deux de ses meilleurs films des années cinquante (Le monde lui appartient et La Belle Espionne).

## Filmographie
- 1935 : Rivaux (Under Pressure) de Raoul Walsh (roman)
- 1937 : Midnight Taxi (en) d'Eugene Forde (roman)
- 1938 : The Devil's Party de Ray McCarey (roman)
- 1942 : Blue, White and Perfect d'Herbert I. Leeds (histoire)
- 1942 : Le Mystérieux Docteur Broadway (Dr Broadway) d'Anthony Mann (roman)
- 1942 : La Marine triomphe (The Navy Comes Through) d'Edward Sutherland
- 1943 : Harrigan's Kid de Charles Reisner (roman)
- 1943 : Destroyer de William A. Seiter
- 1944 : Alerte aux marines (The Fighting Seabees) d'Edward Ludwig
- 1945 : This Man's Navy de William A. Wellman
- 1945 : La Belle de San Francisco (Flame of Barbary Coast) de Joseph Kane
- 1946 : Je vous ai toujours aimé (I've Always Loved You) de Frank Borzage
- 1947 : Taïkoun (Tycoon) de Richard Wallace
- 1948 : La Peine du talion (The Man from Colorado) d'Henry Levin
- 1948 : La Rivière rouge (Red River) d'Howard Hawks
- 1950 : Montana (Montana) de Ray Enright
- 1950 : Winchester '73 (Winchester '73) d'Anthony Mann
- 1950 : Gentleman Cambrioleur (The Great Jewel Robber) de Peter Godfrey
- 1951 : Iron Man de Joseph Pevney
- 1952 : Les Affameurs (Bend of the River) d'Anthony Mann
- 1952 : L'Étoile du destin (Lone Star) de Vincent Sherman
- 1952 : Le monde lui appartient (The World in His Arms) de Raoul Walsh
- 1953 : La Belle Espionne (Sea Devils) de Raoul Walsh
- 1954 : Le Roi des îles (His Majesty O'Keefe) de Byron Haskin
- 1954 : Seul contre tous (it) (Rails into Laramie) de Jesse Hibbs
- 1954 : Je suis un aventurier (The Far Country) d'Anthony Mann
- 1954 : Vera Cruz (Vera Cruz) de Robert Aldrich, d'après son roman
- 1955 : L'Homme qui n'a pas d'étoile (Man Without Star) de King Vidor
- 1956 : Coup de fouet en retour (Backlash) de John Sturges
- 1957 : Le Survivant des monts lointains (Night Passage) de James Neilson
- 1958 : L'Étoile brisée (Ride a Crooked Trail) de Jesse Hibbs
- 1962 : Les Révoltés du Bounty (Mutiny on the Bounty) de Lewis Milestone (non crédité)
- 1964 : Les Hors-la-loi de Casa Grande (Gunfighters of Casa Grande) de Roy Rowland
- 1968 : Un colt nommé Gannon (A Man Called Gannon) de James Goldstone
- 1969 : Backtrack d'Earl Bellamy

## Œuvre littéraire

### Romans
- River Tunnel (1934)
- East River (1935)
- Heading Boss (1935)
- Bed Rock (1935)
- Midnight Taxi (1935)
- Excursion (1936)
- Once for a Thousand (1936)
- Smart to Smart (1936)
- Blue, White and Perfect (1937)
- Sandhog (1938)
- Trouble Wagon (1938)
- I'd Climb the Highest Mountain (1938)
- The Sun Sets at Five (1940)
- Death Across the Board (1940)
- Crooked Carribean Cross (1940)
- Farewell to the Indies (1941)
- Dark of the Dawn (!941)
- Lone Star (1942)
- The Chisholm Trail (1946)
- Diamonds of Death (1947)
- Blazing Guns on the Chisholm Trail (1948), aussi publié sous le titre Red River
- Viva Gringo! (1961)

### Recueils de nouvelles
- Blue White and Perfet (1937)
- Dr Broadway (1939)
- The Called Him Mister (1940)
- Concerto (1940)

### Nouvelles
- Gorgeous Baby (1934)
- Another Man’s “Out” (1934)
- High Air (1934)
- Tunnel Law (1934)
- Pat Doyle and Polack Joe (1934)
- Lights Against Him (1935)
- Good Timber (1935)
- It Takes Men (1935)
- Brass Monkey (1936)
- Faster! Faster! (1936)
- Pressure (1936)
- A Kiss in Spain (1936)
- Joe Mulligan Dies Natural (1936)
- With a Little Water on the Side (1936)
- The Lady Is Poison (1937)
- The Dreamer’s Bridge (1937)
- No Romance at Racetracks (1937)
- Portrait in Steel (1937)
- A Finer World (1937)
- They Call Him Mister (1938)
- Where’s Red Flanagan? (1938)
- All Hackmen Are Smart (1938)
- They Walked Behind Him (1938)
- Pay to Learn (1939)
- Salute! (1939)
- Not Much Good at Fighting (1939)
- The Blackout Murder (1939)
- Doctor Broadway (1939)
- You Can’t Have a Heart (1939)
- Navy Style (1939)
- Calling Doctor Broadway (1939)
- Concerto (1939)
- Submarine Sunk! (1939)
- The Lady Was a Flop (1940)
- Carry On! (1940)
- Half-Pint Kid (1940)
- Dot on the Map (1940)
- Well Fitted (1940)
- His Sword Is Rust (1941)
- Comin’ at You (1941)
- Stand Up and Be Counted! (1941)
- Sixth Column (1942)
- The Mojave Kid (1942)
- The War and Momsie (1943)
- Shiny Pants (1943)
- Gold Cups Are for Gentlemen (1944)
- Sands of Death (1951)
- Vera Cruz (1953)